# 香港猶太人
猶太人在香港出現始於19世紀中期。香港作為一個主要的金融中心，大部分在港猶太人社區都是暫時的，主要是來自猶太人數量更大的國家的外派人士，比如美國、以色列和某些歐洲國家。

## 1840-1960年代
猶太人於1842年首次抵達香港，當時香港島由滿清割讓給英國。猶太人將他們的辦事處從鄰近的廣州和澳門（葡萄牙人定居點）轉移到香港，並幫助開發這個新港口。
香港猶太社區於1857年成立。第一座猶太教堂於1870年在荷里活道的一所出租屋內成立。一個紀念雅各布·沙宣爵士的母親利亞的新猶太教堂，於1881年取代了舊的教堂。猶太教堂於1901年建成，1904年公社陵墓擴大，以符合社會各界的需要，由香港唯一的猶太港督彌敦爵士和嘉道理家族建造的猶太人俱樂部於1904年創建並在1909年擴大。
在1882年，香港有60個猶太人，在1921年增長到100人（主要是塞法丁猶太人），在1954年增長至250人（塞法丁和阿什肯納茲猶太人各佔一半）。之後增長放緩，1959年人口只有230人，1968年人口達到200人。何福和何東的生父是荷蘭的猶太人。
香港的猶太人社區並沒有快速增長，大多數猶太商人被吸引到上海，特別是在1910年至1936年期間。然而，在二十世紀三十年代，第二次中日戰爭使得許多猶太人離開上海、天津和哈爾濱逃到香港。第二次世界大戰的爆發以及隨之而來的日本軍隊佔領香港暫時停止了在港猶太人所有的活動。

## 1960-1990：擴張
由1960年代開始，香港發展為金融和貿易中心，吸引了數以萬計的外國人，包括來自美國、澳洲、英國、加拿大和以色列的猶太人，他們振興了本地的猶太社區。自二十世紀六十年代以來，以色列也開始任命名譽領事到香港。

## 現在
根據以色列駐香港總領事館截至1998年2月的統計數字，大約有2,500名猶太人居住在香港（三分之二是美國人和以色列人），高於二十世紀八十年代的1000人。 據估計，2000年，約有5000名猶太人在香港居住，2002年有6000人。
香港的猶太教有四派，各有自己的會堂和拉比。還有一個大型的猶太社區中心、圖書館、康樂設施和猶太餐廳，是城市猶太人活動的主要場所，也有兩所猶太人學校。